# Copa del Presidente de la República de Fútbol 1933
La Copa del Presidente de la República de 1933 fue la trigésimo primera edición en el palmarés del Campeonato de España de este deporte. 
Una vez más la victoria fue para el Athletic de Bilbao que conseguía así su duodécimo título nacional ante el F. C. Barcelona. Como el año anterior, el torneo se disputó una vez acabado el Campeonato Nacional de Liga el 3 de abril.

## Equipos clasificados
Los campeonatos regionales disputados en la primera mitad de la temporada sirvieron de clasificación para el torneo, los 5 primeros de los campeonatos reunificados de Centro-Sur y Guipúzcoa-Aragón, los 3 primeros de Cataluña, Vizcaya, Galicia, Asturias y Valencia; campeón y subcampeón de Murcia y Cantabria; y los campeones del campeonato Oeste, Baleares y Canarias, en un total de 32 equipos.
| Torneo Regional                | Campeón | Campeón                | Subcampeón | Subcampeón             | Otros. | Otros.                                      | Otros. |
| ------------------------------ | ------- | ---------------------- | ---------- | ---------------------- | ------ | ------------------------------------------- | ------ |
| Campeonato Regional Centro     |         | Madrid FC              |            | Betis                  |        | Athletic de Madrid, Sevilla FC y Valladolid |        |
| Campeonato de Guipúzcoa-Aragón |         | Donostia FC            |            | CD Logroño             |        | Unión Club de Irún, Zaragoza CF y Osasuna   |        |
| Copa Cataluña                  |         | CD Español             |            | F. C. Barcelona        |        | FC Palafrugell                              |        |
| Campeonato de Vizcaya          |         | Athletic Bilbao        |            | Arenas Club de Guecho  |        | Barakaldo FC                                |        |
| Campeonato de Galicia          |         | Deportivo de La Coruña |            | Racing de Ferrol       |        | Club Celta                                  |        |
| Campeonato de Asturias         |         | Oviedo FC              |            | Sporting de Gijón      |        | Club Deportivo Gijón                        |        |
| Campeonato de Valencia         |         | Valencia FC            |            | CD Castellón           |        | FC Levante                                  |        |
| Campeonato de Murcia           |         | Hércules FC            |            | Murcia FC              |        |                                             |        |
| Campeonato de Cantabria        |         | Racing de Santander    |            | Gimnástica Torrelavega |        |                                             |        |
| Campeonato de Baleares         |         | CD Constancia          |            |                        |        |                                             |        |
| Campeonato Oeste               |         | Onuba FC               |            |                        |        |                                             |        |
| Campeonato de Canarias         |         | Club Victoria          |            |                        |        |                                             |        |

### Fase inicial (dieciseisavos)
Se juega una ronda eliminatoria de ida y vuelta en la que se suman los goles de ambos partidos, en caso de igualdad se jugaría un partido de desempate en campo neutral.
Los partidos se jugaron los días 9 y 16 de abril, no hubo desempates.
| Equipo local ida       | Equipo visitante ida   | Ida   | Vuelta | Suma total | Des. |
| ---------------------- | ---------------------- | ----- | ------ | ---------- | ---- |
| Madrid FC              | Racing de Santander    | 4 - 1 | 1 - 1  | 5 - 2      |      |
| Donostia SS            | Sporting de Gijón      | 2 - 2 | 2 - 4  | 4 - 6      |      |
| Valladolid             | Valencia FC            | 2 - 2 | 0 - 6  | 2 - 8      |      |
| Arenas de Guecho       | Athletic Bilbao        | 2 - 2 | 1 - 5  | 3 - 7      |      |
| F. C. Barcelona        | Betis                  | 2 - 0 | 0 - 4  | 2 - 4      |      |
| Onuba FC               | Murcia FC              | 3 - 1 | 0 - 7  | 3 - 8      |      |
| Gimnástica Torrelavega | FC Palafrugell         | 1 - 1 | 0 - 3  | 1 - 4      |      |
| Club Victoria          | Athletic de Madrid     | 2 - 2 | 0 - 3  | 2 - 5      |      |
| Celta de Vigo          | Zaragoza FC            | 2 - 3 | 1 - 1  | 3 - 4      |      |
| Club Gijón             | CD Español             | 1 - 3 | 0 - 3  | 1 - 6      |      |
| CD Logroño             | Unión de Irún          | 1 - 2 | 2 - 5  | 3 - 7      |      |
| CD Constancia de Inca  | CD Castellón           | 1 - 1 | 2 - 3  | 3 - 4      |      |
| Racing de Ferrol       | Hércules FC            | 1 - 1 | 0 - 3  | 1 - 4      |      |
| FC Levante             | Deportivo de La Coruña | 3 - 0 | 1 - 7  | 4 - 7      |      |
| Sevilla FC             | Oviedo FC              | 4 - 1 | 3 - 3  | 7 - 4      |      |
| Barakaldo FC           | Atlético Osasuna       | 1 - 1 | 0 - 4  | 1 - 5      |      |

## Rondas finales
|  | Octavos de final       | Octavos de final       | Octavos de final       |                     |   | Cuartos de final        | Cuartos de final        | Cuartos de final        |  |  | Semifinales              | Semifinales              | Semifinales              |  |  | Final       | Final       | Final       |
|  | 8 de mayo - 15 de mayo | 8 de mayo - 15 de mayo | 8 de mayo - 15 de mayo |                     |   | 22 de mayo - 29 de mayo | 22 de mayo - 29 de mayo | 22 de mayo - 29 de mayo |  |  | 5 de junio - 12 de junio | 5 de junio - 12 de junio | 5 de junio - 12 de junio |  |  | 25 de junio | 25 de junio | 25 de junio |
|  |                        |                        |                        |                     |   |                         |                         |                         |  |  |                          |                          |                          |  |  |             |             |             |
|  |                        |                        |                        |                     |   |                         |                         |                         |  |  |                          |                          |                          |  |  |             |             |             |
|  |                        |                        |                        |                     |   |                         |                         |                         |  |  |                          |                          |                          |  |  |             |             |             |
|  | Atlético Osasuna       | 5                      | 0                      |                     |   |                         |                         |                         |  |  |                          |                          |                          |  |  |             |             |             |
|  | Atlético Osasuna       | 5                      | 0                      |                     |   |                         |                         |                         |  |  |                          |                          |                          |  |  |             |             |             |
|  | Deportivo La Coruña    | 2                      | 5                      |                     |   |                         |                         |                         |  |  |                          |                          |                          |  |  |             |             |             |
|  | Deportivo La Coruña    | 2                      | 5                      | Deportivo La Coruña | 2 | 1                       |                         |                         |  |  |                          |                          |                          |  |  |             |             |             |
|  |                        |                        |                        |                     | 2 | 1                       |                         |                         |  |  |                          |                          |                          |  |  |             |             |             |
|  |                        | Athletic de Bilbao     | 4                      | 8                   |   |                         |                         |                         |  |  |                          |                          |                          |  |  |             |             |             |
|  | Sevilla FC             | Athletic de Bilbao     | 4                      | 8                   | 1 | 1                       |                         |                         |  |  |                          |                          |                          |  |  |             |             |             |
|  | Sevilla FC             |                        |                        |                     | 1 | 1                       |                         |                         |  |  |                          |                          |                          |  |  |             |             |             |
|  | Athletic de Bilbao     | 2                      | 5                      |                     |   |                         |                         |                         |  |  |                          |                          |                          |  |  |             |             |             |
|  | Athletic de Bilbao     | 2                      | 5                      | Athletic de Bilbao  | 1 | 2                       |                         |                         |  |  |                          |                          |                          |  |  |             |             |             |
|  |                        |                        |                        |                     | 1 | 2                       |                         |                         |  |  |                          |                          |                          |  |  |             |             |             |
|  |                        | CD Español             | 0                      | 1                   |   |                         |                         |                         |  |  |                          |                          |                          |  |  |             |             |             |
|  | FC Palafrugell         | CD Español             | 0                      | 1                   | 1 | 0                       |                         |                         |  |  |                          |                          |                          |  |  |             |             |             |
|  | FC Palafrugell         |                        |                        |                     | 1 | 0                       |                         |                         |  |  |                          |                          |                          |  |  |             |             |             |
|  | Murcia FC              | 0                      | 4                      |                     |   |                         |                         |                         |  |  |                          |                          |                          |  |  |             |             |             |
|  | Murcia FC              | 0                      | 4                      | Murcia FC           | 5 | 0                       |                         |                         |  |  |                          |                          |                          |  |  |             |             |             |
|  |                        |                        |                        |                     | 5 | 0                       |                         |                         |  |  |                          |                          |                          |  |  |             |             |             |
|  |                        | CD Español             | 3                      | 3                   |   |                         |                         |                         |  |  |                          |                          |                          |  |  |             |             |             |
|  | Zaragoza FC            | CD Español             | 3                      | 3                   | 3 | 0                       |                         |                         |  |  |                          |                          |                          |  |  |             |             |             |
|  | Zaragoza FC            |                        |                        |                     | 3 | 0                       |                         |                         |  |  |                          |                          |                          |  |  |             |             |             |
|  | CD Español             | 1                      | 4                      |                     |   |                         |                         |                         |  |  |                          |                          |                          |  |  |             |             |             |
|  | CD Español             | 1                      | 4                      | Athletic de Bilbao  | 2 |                         |                         |                         |  |  |                          |                          |                          |  |  |             |             |             |
|  |                        |                        |                        |                     | 2 |                         |                         |                         |  |  |                          |                          |                          |  |  |             |             |             |
|  |                        | Madrid FC              | 1                      |                     |   |                         |                         |                         |  |  |                          |                          |                          |  |  |             |             |             |
|  | Unión de Irún          | Madrid FC              | 1                      | 0                   | 0 |                         |                         |                         |  |  |                          |                          |                          |  |  |             |             |             |
|  | Unión de Irún          |                        |                        |                     | 0 |                         |                         |                         |  |  |                          |                          |                          |  |  |             |             |             |
|  | Madrid FC              | 2                      | 9                      |                     |   |                         |                         |                         |  |  |                          |                          |                          |  |  |             |             |             |
|  | Madrid FC              | 2                      | 9                      | Madrid FC           | 8 | 5                       |                         |                         |  |  |                          |                          |                          |  |  |             |             |             |
|  |                        |                        |                        |                     | 8 | 5                       |                         |                         |  |  |                          |                          |                          |  |  |             |             |             |
|  |                        | Sporting de Gijón      | 0                      | 0                   |   |                         |                         |                         |  |  |                          |                          |                          |  |  |             |             |             |
|  | Sporting de Gijón      | Sporting de Gijón      | 0                      | 0                   | 5 | 2                       |                         |                         |  |  |                          |                          |                          |  |  |             |             |             |
|  | Sporting de Gijón      |                        |                        |                     | 5 | 2                       |                         |                         |  |  |                          |                          |                          |  |  |             |             |             |
|  | CD Castellón           | 0                      | 3                      |                     |   |                         |                         |                         |  |  |                          |                          |                          |  |  |             |             |             |
|  | CD Castellón           | 0                      | 3                      | Madrid FC           | 3 | 3                       |                         |                         |  |  |                          |                          |                          |  |  |             |             |             |
|  |                        |                        |                        |                     | 3 | 3                       |                         |                         |  |  |                          |                          |                          |  |  |             |             |             |
|  |                        | Valencia FC            | 1                      | 1                   |   |                         |                         |                         |  |  |                          |                          |                          |  |  |             |             |             |
|  | Hércules FC            | Valencia FC            | 1                      | 1                   | 3 | 1                       |                         |                         |  |  |                          |                          |                          |  |  |             |             |             |
|  | Hércules FC            |                        |                        |                     | 3 | 1                       |                         |                         |  |  |                          |                          |                          |  |  |             |             |             |
|  | Betis                  | 3                      | 4                      |                     |   |                         |                         |                         |  |  |                          |                          |                          |  |  |             |             |             |
|  | Betis                  | 3                      | 4                      | Betis               | 4 | 1                       |                         |                         |  |  |                          |                          |                          |  |  |             |             |             |
|  |                        |                        |                        |                     | 4 | 1                       |                         |                         |  |  |                          |                          |                          |  |  |             |             |             |
|  |                        | Valencia FC            | 2                      | 4                   |   |                         |                         |                         |  |  |                          |                          |                          |  |  |             |             |             |
|  | Athletic de Madrid     | Valencia FC            | 2                      | 4                   | 3 | 2                       |                         |                         |  |  |                          |                          |                          |  |  |             |             |             |
|  | Athletic de Madrid     |                        |                        |                     | 3 | 2                       |                         |                         |  |  |                          |                          |                          |  |  |             |             |             |
|  | Valencia FC            | 4                      | 1                      |                     |   |                         |                         |                         |  |  |                          |                          |                          |  |  |             |             |             |

1. ↑  Desempate, Zaragoza, 16 mayo 1-2

### Final
La final del torneo fue disputada por el Atheltic Club de Bilbao y el Madrid FC. Se disputó a partido único en el Estadio de Montjuic de Barcelona el día 25 de junio de 1933. El partido acabó 2 a 1 al final del tiempo reglamentario, por lo que se proclamó al equipo vizcaíno como campeón por decimotercera vez.
| 1  | PO | Blasco        |  |
| 2  | DF | Castellanos   |  |
| 3  | DF | Urquizu       |  |
| 4  | MC | Cilaurren     |  |
| 5  | MC | Muguerza      |  |
| 6  | MC | Roberto       |  |
| 7  | DE | Lafuente      |  |
| 8  | DE | Iraragorri    |  |
| 9  | DE | Unamuno       |  |
| 10 | DE | Bata          |  |
| 11 | DE | Gorostiza     |  |
| DT | DT | Fred Pentland |  |

| 1  | PO | Zamora       |  |  |
| 2  | DF | Ciriaco      |  |  |
| 3  | DF | Quincoces    |  |  |
| 4  | MC | P. Regueiro  |  |  |
| 5  | MC | Valle        |  |  |
| 6  | MC | Bonet        |  |  |
| 7  | DE | Eugenio      |  |  |
| 8  | DE | L. Regueiro  |  |  |
| 9  | DE | Olivares     |  |  |
| 10 | DE | Hilario      |  |  |
| 11 | DE | Lazcano      |  |  |
| DT | DT | Robert Firth |  |  |

| Lafuente  | 1-0 |
| Lazcano   | 1-1 |
| Gorostiza | 2-1 |

| Árbitro:        | Arribas |
| Jueces de línea |         |
|                 |         |
|                 |         |

| 1  | PO | Blasco        |  |
| 2  | DF | Castellanos   |  |
| 3  | DF | Urquizu       |  |
| 4  | MC | Cilaurren     |  |
| 5  | MC | Muguerza      |  |
| 6  | MC | Roberto       |  |
| 7  | DE | Lafuente      |  |
| 8  | DE | Iraragorri    |  |
| 9  | DE | Unamuno       |  |
| 10 | DE | Bata          |  |
| 11 | DE | Gorostiza     |  |
| DT | DT | Fred Pentland |  |

| 1  | PO | Zamora       |  |  |
| 2  | DF | Ciriaco      |  |  |
| 3  | DF | Quincoces    |  |  |
| 4  | MC | P. Regueiro  |  |  |
| 5  | MC | Valle        |  |  |
| 6  | MC | Bonet        |  |  |
| 7  | DE | Eugenio      |  |  |
| 8  | DE | L. Regueiro  |  |  |
| 9  | DE | Olivares     |  |  |
| 10 | DE | Hilario      |  |  |
| 11 | DE | Lazcano      |  |  |
| DT | DT | Robert Firth |  |  |

| Lafuente  | 1-0 |
| Lazcano   | 1-1 |
| Gorostiza | 2-1 |

| Árbitro:        | Arribas |
| Jueces de línea |         |
|                 |         |
|                 |         |

|                                 |
| Campeón ATHLETIC CLUB DE BILBAO |
| Decimotercer título             |

| Predecesor: Copa del Presidente de la República 1932 | Copa del Presidente de la República 1933 | Sucesor: Copa del Presidente de la República 1934 |

- Datos: Q542049